# Uzbłoć
Uzbłoć (biał. Узбалаць; ros. Узболоть) – wieś na Białorusi, w obwodzie mińskim, w rejonie wołożyńskim, w sielsowiecie Wołożyn.
W dwudziestoleciu międzywojennym leżała w Polsce, w województwie nowogródzkim, w powiecie wołożyńskim. 
Wieś obejmuje dawny folwark Józefpol. W II połowie XIX wieku folwark zamieszkiwany był przez prawosławnych i katolików. 